# Dollar Tree
Dollar Tree, Inc. — американська компанія власник мережі універсальних магазинів, що спеціалізуються на продажі товарів за 1 долар або менше.

## Бізнес стратегія
Компанія пропонує дуже низькі ціни на всі свої товари, які покликані привабити покупців з низькою платоспроможністю. Не дивлячись на те, що ціна одиниці товару у магазинах Dollar Tree долар або менше, компанія володіє мережею в понад 4900 магазинів у США та Канаді, і входить до списку найбільших компаній США Fortune 500.